# Morze Andamańskie
Morze Andamańskie – morze przybrzeżne położone w części północno-wschodniej Oceanu Indyjskiego na południowy wschód od Zatoki Bengalskiej, pomiędzy Półwyspem Indochińskim a archipelagiem wysp: Nikobary, Andamany i Sumatrą. Łączy się z Zatoką Bengalską od strony zachodniej poprzez wiele cieśnin, m.in.: Kanał Dziesiątego Stopnia, Dunkan, Nikobarską, Preparis południową i północną oraz Kokosową. Od południowego wschodu łączy się poprzez Cieśninę Malakka z Morzem Południowochińskim. Zajmuje powierzchnię 602 tys. km². Rozciąga się z północy na południe na około 1200 km oraz z zachodu na wschód na około 645 km.

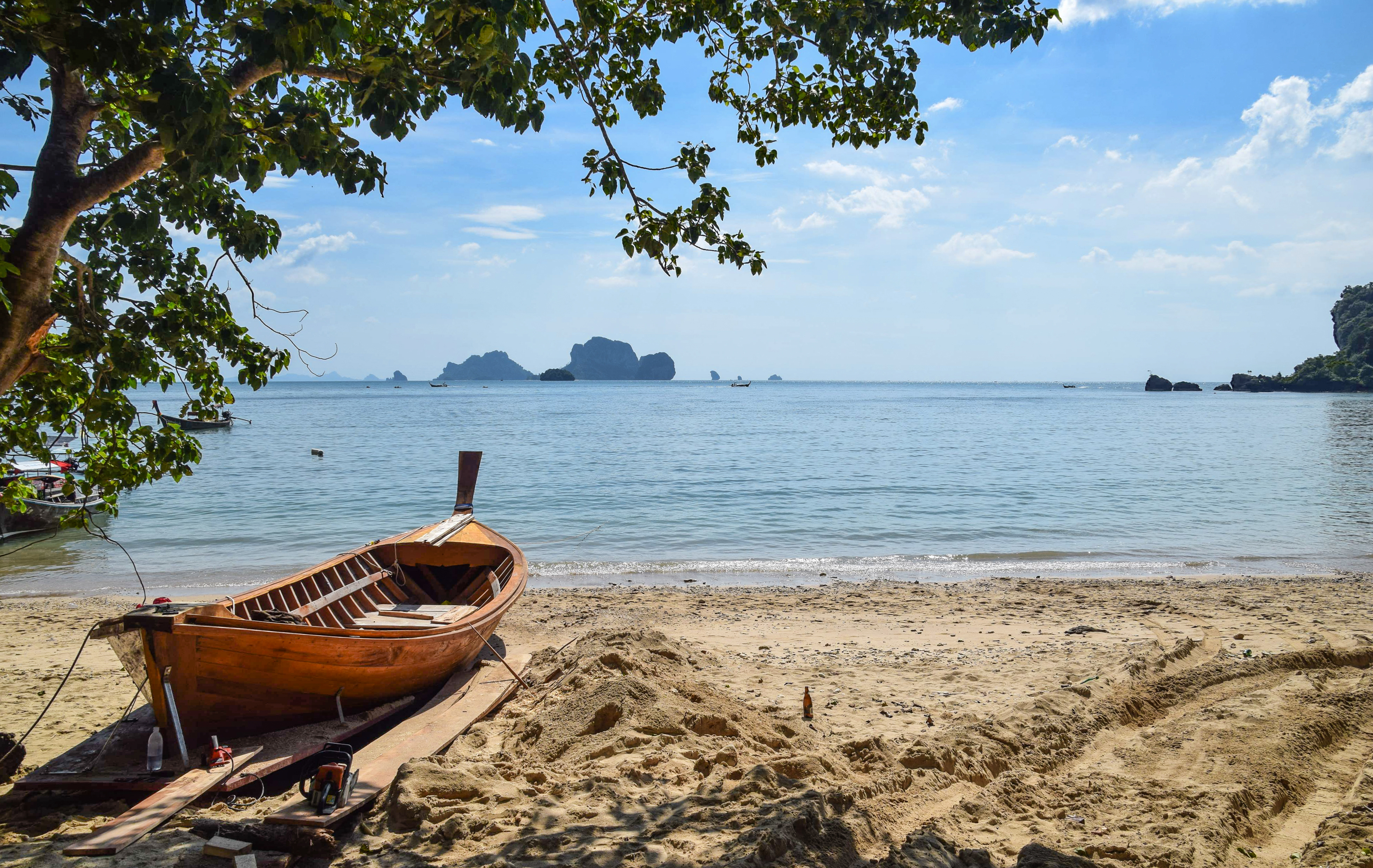
Widok na Morze Andamańskie z plaży Ton Sai na półwyspie Railay w Tajlandii

Największa głębia znajduje się w Rowie Andamańskim i wynosi 4507 m, przy czym głębokości poniżej 3000 m stanowią mniej niż 5% obszaru morza. Północna oraz południowa część Morza Andamańskiego ma mniej niż 180 m głębokości (dla północnego obszaru głównie z powodu naniesionego mułu przez wody rzeki Irawadi).
Posiada liczne zatoki, wśród nich m.in. Martaban.
Temperatura wód powierzchniowych wynosi 27–29 °C, do 30 °C (w okresie maja), w latach 1945–2004 średnia miesięczna temperatura wody wzrosła z około 28,3 °C do około 29 °C. Zasolenie oscyluje pomiędzy 32‰ (dla północnych obszarów morza) a 33‰ (dla południowych obszarów morza). Zasolenie dla wód przybrzeżnych północnej części Morza Andamańskiego oscyluje pomiędzy 31‰ a 32,8‰, natomiast dla południowych wód przybrzeżnych waha się od 32,1‰ do 33,6‰. W okresie monsunowym zasolenia spada do 20–25‰ (szczególnie na północy, gdzie uchodzą rzeki Irawadi oraz Saluin). Po okresie deszczów monsunowych w północnej części morza powstaje silna haloklina położona na głębokościach od 10 do 60 m. Pływy wahają się zazwyczaj od 2 do 5 metrów przy czym dochodzą nawet do 7,2 m (w zatoce Martaban).
W wodach morza zaobserwowano około 630 gatunków ryb, w tym obfite łowiska tuńczyków (tuńczyk żółtopłetwy, tuńczyk wielkooki, tuńczyk tongol). Głównymi rzekami uchodzącymi do Morza Andamańskiego są Irawadi oraz Saluin. Głównymi portami są Rangun, Penang oraz Mulmejn.